# Bocana amphusalis
Bocana amphusalis là một loài bướm đêm trong họ Noctuidae.